# Euphrasia aequalis
Euphrasia aequalis är en snyltrotsväxtart som beskrevs av Callen. Euphrasia aequalis ingår i släktet ögontröster, och familjen snyltrotsväxter. Inga underarter finns listade i Catalogue of Life.